# Hombre Lobo: 12 Songs of Desire
Albums de Eels
Blinking Lights and Other Revelations
(2005) End Times
(2010)
Singles
Hombre Lobo : 12 Songs of Desire est le septième album  du groupe Eels. Il paraît le 2 juin 2009, presque quatre ans après Blinking Lights and Other Revelations.
L'édition collector US contient en plus du CD audio le documentaire DVD de 30 minutes Making Hombre Lobo.
La couverture de l'album imite le design des boites de cigares cubains Cohiba.

## Liste des titres
1. Prizefighter
2. That Look You Give That Guy
3. Lilac Breeze
4. In My Dreams
5. Tremendous Dynamite
6. The Longing
7. Fresh Blood
8. What’s A Fella Gotta Do
9. My Timing Is Off
10. All The Beautiful Things
11. Beginner’s Luck
12. Ordinary Man